# Carme Freixa
Carme Freixa Zurita (Barcelona) es una psicóloga, periodista y activista feminista española. De 2010 a 2012 presidió la Asociación de Mujeres Periodistas de Cataluña.

## Trayectoria
Freixa es licenciada en psicología clínica por la Universidad Autónoma de Barcelona especialista en sexualidad. Fue impulsora de los Servicios de Planificación Familiar trabajó durante dos décadas en el ámbito sanitario en programas de salud sexual y reproductiva de jóvenes y mujeres. Desde los años 80 trabaja en medios de comunicación. A finales de los 90 y principios del 2000 se hizo especialmente conocida por sus colaboraciones sobre temas de sexualidad humana publicando "Ellos y nosotras. Tratado contra la mutilación cerebral femenina" (1998), dirigiendo y presentado el programa de radio para jóvenes "El asiento de atrás" en Onda Cero Música y colaborando en "El Gabinete" de Julia en la Onda.  Posteriormente ha continuado sus colaboraciones con columnas de opinión sobre género y feminismo en 20 minutos con "Ull de gènere" (2007) También creó el blog Cicatrices Transgénicas (2000) de análisis feminista junto a Susana Koska por el que en 2009 recibieron el premio T-Incluye.  En 2010 asumió la presidencia de la Associació de Dones Periodistes de Catalunya En la actualidad forma parte del Consejo Editorial de CatalunyaPress
Especialista en políticas públicas de usos sociales del tiempo, programas de salud sexual y reproductiva políticas de juventud y de género, Freixa forma parte de diversas organizaciones que luchan por los derechos de las mujeres denunciando la explotación de las mujeres, entre ellas la RECAV (Red Estatal Contra el Alquiler de Vientres), la plataforma abolicionista de la prostitución y la Alianza contra el borrado de las mujeres.
En 2020 participó en el proyecto colectivo Nietas de la memoria un libro que recoge la historia las mujeres que quedaron invisibilizadas durante la época franquista y que tras los avances logrados en la II República, vieron mermados sus derechos y pasaron a ser "ciudadanas de segunda" sin posibilidad de ser independientes económicamente viendo su vida relegada "a servir y obedecer a sus maridos".

## Premios y reconocimientos
- Premio Institut Català de les Dones por "Plural"
- Premio "T-Incluye" 2009 al blog más inclusivo por Cicatrices Transgénicas.[8][14]

## Publicaciones
- Ellos y nosotras. Tratado contra la mutilación cerebral femenina. (1998) Editorial Icaria. ISBN 13: 9788474263503
- Els principis d'Eva Woman, o per què les dones n'estem fins al capdemunt, del seu parell d'ous. (2002) Editorial Columna. ISBN 13: 9788466402255
- Los principios de Eva Woman. O por que? las mujeres estamos hasta el gorro de su "par de huevos". Prólogo de Javier Capitán. Temas de Hoy, Humor.  ISBN 13: 9788484601791.
- Abre la boca, las mejores recetas sexuales para gourmets (2003) prólogo de Ferran Adrià, en Temas de hoy
- Les claus de la parella feliç (2005) Ara Llibres
- Kama-sutra per a l'home (2006) Laura Freixa, Àlex Gombau y Alicia Gallotti Editorial Columna ISBN 13: 9788466406949
- Kama-sutra per a la dona (2006) Laura Freixa, Pau Joan y Alicia Gallotti ISBN 13: 9788466406956
- Mujeres abriendo caminos. (2009) Libro de fotografías con textos de Carme Freixa, Rafael Argullol y Laura Terré Alonso. Lunwerg Editores ISBN: 9788497855518

- Nietas de la memoria (2020) coautora. Editorial Bala Perdida

### Artículos
- Políticas Públicas de los Usos Sociales del Tiempo. Cambiar el tiempo de las ciudades y la organización de los tiempos de trabajo.  Educación social: Revista de intervención socioeducativa,  1135-8629, Nº 47, 2011[19]
- "Jaque mate" Ministra Catalunya Press 8 de marzo de 2021[20]